# Kimobetsu
Kimobetsu (喜茂別町, Kimobetsu-chō) és una vila japonesa del Districte d'Abuta, Subprefectura de Shiribeshi, a Hokkaidō. L'any 2008, la ciutat tenia aproximadament 2.580 habitants amb una densitat de població de 14 persones per km². I una superfície total de 189,51 km². El seu nom prové de la paraula ainu "kim-o-pet", que vol dir "El riu a la muntanya". La Ruta Nacional 230 i la 276 es creuen a Kimobetsu. El coll de Nakayama és a l'oest de la ciutat. Hi ha les muntanyes Yōteii i Shiribetsu i els rius Shiribetsu i Kimobetsu.

## Municipis veïns
- Subprefectura Shiribeshi
  - Kyogoku
  - Rusutsu
  - Makkari
- Subprefectura Ishikari
  - Minami-ku, Sapporo
- Subprefectura Iburi
  - Date

## Història
- 1897 El poble Makkari se separà d'Abuta (ara és la ciutat Toyako).[1]
- 1901 Kaributo (ara és la ciutat Niseko) se separà de Makkari.
- 1906 Makkari esdevé un poble de segona classe.
- 1910 Makkari es transferí de la Subprefectura Muroran (ara és la Subprefectura Iburi) a la Subprefectura Shiribeshi.
- 1917 Kimobetsu (ara és una ciutat) se separà de Makkari.
- 1946 Kimobetsu esdevé un poble de primera classe.
- 1952 Kimobetsu esdevé ciutat.

## Educació
- Instituts d'educació secundària
  - Kimobetsu
- Escoles
  - Kimobetsu
  - Suzukawa